# Sebastes nivosus
Sebastes nivosus är en fiskart som beskrevs av Hilgendorf, 1880. Sebastes nivosus ingår i släktet Sebastes och familjen kungsfiskar. IUCN kategoriserar arten globalt som otillräckligt studerad. Inga underarter finns listade i Catalogue of Life.